# Usenet

Conexiones entre usuarios y servidores en un sistema Usenet.

Usenet es el acrónimo de Users Network (Red de usuarios), consistente en un sistema global de discusión en Internet, que evoluciona de las redes UUCP.
Fue creado por Tom Truscott y Jim Ellis, estudiantes de la Universidad de Duke, en 1979. Los usuarios pueden leer o enviar mensajes (denominados artículos) a distintos grupos de noticias ordenados de forma jerárquica. El medio se sostiene gracias a un gran número de servidores distribuidos y actualizados mundialmente, que guardan y transmiten los mensajes.

## Historia
Usenet es uno de los sistemas más antiguos de comunicaciones entre redes de computadoras, aún en uso. Permite a un usuario intercambiar opiniones y experiencias con otras personas interesadas en el mismo tema específico que él. Comenzó a funcionar en 1980, originalmente concebida como un "ARPANET para pobres" que empleaba UUCP para ofrecer mail y transferencia de archivos, así como noticias sobre el nuevo software desarrollado. El sistema, desarrollado por la Universidad de Carolina del Norte en Chapel Hill y la Universidad de Duke, fue denominado Usenet con la esperanza de que la organización USENIX tuviera un papel activo en ella.
Los usuarios pueden leer o enviar mensajes a distintos grupos de noticias ordenados de forma jerárquica. Cuando un usuario se suscribe a un grupo de noticias, el software cliente de noticias mantiene el hilo de los artículos que ha leído ese usuario. 
En muchos grupos de noticias, la mayoría de los artículos son respuestas a algún otro. El conjunto de artículos que puede ser rastreados hasta un artículo inicial se denomina hilo. Las últimas versiones muestran los artículos ordenados en hilos y subhilos, para facilitar la búsqueda de discusiones en un grupo de noticias.
La asignación de jerarquías y subgrupos en ciertos casos es anárquica. Inicialmente tan sólo estaban definidas unas pocas jerarquías de nivel superior como comp.*, y posteriormente aparecieron otras libremente como alt.*. Es prácticamente imposible determinar el número total de grupos, ya que cada servidor puede definir los suyos propios (algo que suele suceder con frecuencia).
Usenet gira en torno a los artículos, cada uno de los cuales puede ser publicado en uno o más grupos. Los artículos son los datos que se actualizan y propagan mundialmente a través de esta red. Los artículos tienen un formato de texto simple con algunas otras restricciones, y son similares a un mensaje de correo electrónico, salvo por sus cabeceras.
Los artículos no suelen emplear la extensión MIME, y contienen texto sin formato. Cada servidor de news establece el tiempo de vida de cada artículo en función de sus cabeceras, su tamaño, fecha de publicación, etc. En ciertas ocasiones se utilizan los artículos para incluir archivos binarios codificados en formato de texto, utilizando algoritmos como UUEncode, Base64, o recientemente yEncode. De hecho, existen grupos dedicados exclusivamente al envío de mensajes con archivos binarios codificados, como la rama alt.binaries.*, para mantener la privacidad del contenido.
El gran número de usuarios y grupos, la escasez de recursos requeridos, la velocidad, el anonimato, su libre acceso y su descentralización, entre otros, hacen de Usenet la mayor red de intercambio de información y debate del mundo.
Usenet tiene también una importancia cultural significativa en el mundo reticulado, habiendo dado lugar al nacimiento, o popularizado, conceptos ampliamente reconocidos, como "FAQ" y "spam".

## ISPs y servidores de noticias
.
La mayoría de los proveedores de servicios de Internet (ISP), y muchos otros servicios de Internet, tienen servidores de noticias para sus usuarios. Los ISPs que no utilizan directamente sus propios servidores, a menudo ofrecen a sus usuarios una cuenta para otro proveedor que sí los utiliza.
No todos los ISP utilizan servidores de noticias, ya que se trata de uno de los servicios de Internet más difíciles de administrar correctamente, debido a la gran cantidad de información involucrada. Para aquellos que tienen acceso a Internet, pero no a un servidor de noticias, Yahoo.news permite leer y escribir en grupos de noticias a través del World Wide Web. Aunque ésta u otra “puerta de acceso a noticias web” no son siempre tan sencillas de utilizar como el software especializado —especialmente cuando los hilos son largos—, a menudo son fáciles de buscar. Los usuarios que carecen de un servidor de noticias ISP pueden usar Yahoo news  para acceder al grupo <web03>yahoo.news.com/group/alt.free.newsservers alt.free.newsservers</web03>, que contiene información sobre los nuevos servidores abiertos.

### Grupos de noticias moderados
Una minoría de los grupos de noticias están moderados. Esto significa que los mensajes presentados por los lectores no son distribuidos a Usenet, sino que son enviados por correo electrónico al moderador del grupo, para ser aprobados. Los grupos moderados tienen reglas denominadas estatutos. Los moderadores son personas cuyo trabajo es asegurar que los mensajes que los lectores ven cumplen las normas de cada grupo.
Los grupos sin moderador son mayoría en Usenet, y los mensajes presentados por los lectores son publicados inmediatamente.

### Detalles técnicos
Usenet es un conjunto de protocolos para generar, almacenar y recuperar noticias “artículos” (parecidos a los mensajes mail de Internet) y para intercambiarlos entre lectores, con una distribución generalizada. Normalmente esos protocolos usan un algoritmo de flooding que propaga copias a través de los servidores participantes de la red. Cuando un mensaje encuentra un servidor, este adelanta el mensaje a todos los vecinos de la red que no han visto aún el artículo. Únicamente una copia es almacenada por servidor, y cada servidor lo deja disponible en función de la demanda de los lectores capaces de acceder a ese servidor.
Usenet fue de esta manera una de las primeras aplicaciones datos-online, aunque en este caso los “maestros” sean los propios servidores a los que los usuarios acceden, más que los usuarios “maestros” en la red.
RFC 850 fue la primera especificación formal de los mensajes intercambiados por los servidores de Usenet. Fue sustituido por RFC 1036.
En Internet, Usenet usa normalmente el puerto TCP 119.

### Contenido binario
Usenet fue creado originalmente para distribuir texto codificado en caracteres ASCII de 7 bits. Con la ayuda de los programas que codifican valores de 8-bits a ASCII, se hizo posible distribuir contenido binario. Los correos binarios, debido a su tamaño y dudoso estado de copyright, fueron en principio restringidos en los grupos de noticias, haciendo fácil a los administradores permitir o restringir el tráfico.
El método más antiguo empleado para decodificar es uuencode, del paquete uucp Unix. En los años 80, los artículos de Usenet fueron limitados a 60.000 caracteres, y existen limitaciones aún hoy. Los ficheros son normalmente divididos en secciones que requieren la unión del lector.
Con las cabeceras y la Base64 y las extensiones on, hubo una nueva generación de transporte binario. En la práctica, on se ha visto incrementado en los mensajes de texto, pero es evitado en la mayoría de los anexos binarios. Algunos sistemas operativos con metadatos en ficheros usan formatos especiales de codificación. Para Mac Os, son usados tanto Binhex como [[on] especial. Otros sistemas de codificación menos conocidos que han sido usados son BTOA, codificación XX, BOO, y codificación USR.
En un intento de reducir los tiempos de transferencia de ficheros, un fichero conocido como yEnc fue introducido en 2001. Este conseguía cerca de un 30% de reducción en las transferencias de datos por asumir que la mayoría de los caracteres de 8-bit pueden ser transferidos de forma segura a través de una red sin codificarse primero en ASCII 7-bit.

## Organización
Los grupos de noticias se clasifican jerárquicamente. En general estas jerarquías ayudan mucho a la hora de localizar los foros que le interesen. De esta manera, existen grupos de usuarios sobre la gran mayoría de las disciplinas técnicas, lúdicas, científicas, que uno pueda imaginar. Esta jerarquía base, conocida originalmente como los Grandes 7, fue establecida en 1987, y se mantiene al día de hoy (con la única excepción de humanities.*, creado a mediados de los 1990 ante la explosión del tráfico al abrirse el uso de Internet a la población en general). Las categorías base son:
- comp.* Temas de Computadoras
- humanities.* Temas de humanidades
- misc.* Temas misceláneos
- news.* Temas relacionados con los newsgroups mismos. Esta jerarquía no es para hacer cobertura noticiosa, sino para discusiones relacionadas con la administración de Usenet en particular.
- rec.* Recreación y entretenimiento
- sci.* Temas científicos
- soc.* Temas culturales y sociales

Además de estas ocho, la jerarquía alt.* fue creada como un espacio de mayor libertad, menos reglamentado, permitiendo a cualquiera crear nuevos grupos de temas arbitrarios (y muchas veces no aceptados culturalmente) sin someterlos a una larga discusión.
Por último, si bien muchos países tienen sus propios grupos registrados dentro de la jerarquía soc.*', como por ejemplo la República Dominicana en soc.culture.dominican-rep, o Perú en soc.culture.peru, se crearon categorías geográficas y lingüísticas como:
- de.* en alemán
- it.* en italiano
- fr.* en francés
- tw.* en mandarín de taiwan
- fj.* en japonés
- es.* en español
- mx.* en español de México
- ar.* en español de Argentina

Los grupos pertenecientes a las jerarquías locales, sin embargo, rara vez estaban disponibles fuera de su ámbito geográfico/cultural, especialmente en los primeros años (por cuestiones principalmente de costo de ancho de banda y espacio de almacenamiento).
Dentro de cada newsgroups, los artículos se presentan típicamente organizados cronológicamente.

## Curiosidades
Con motivo de la integración en Google Groups de los archivos de USENET generados desde 1981 se puede consultar una recopilación de mensajes especialmente significativos con el paso de los años y desde la perspectiva actual. Así, está recogido la primera vez que se mencionó en los grupos de noticias el síndrome de inmunodeficiencia adquirida, el 21 de diciembre de 1982; la primera mención a Osama bin Laden, el 5 de agosto de 1993 o el anuncio de Richard Stallman de GNU (GNU No es Unix), el 27 de septiembre de 1983 entre muchos otros.

### Términos de Usenet
- Backbone
- FAQ
- flame war
- Troll
- Grupo de noticias

### Personas importantes en Usenet
- Fred Cherry
- Joel Furr
- Kibo
- Mark V Shaney
- Dr. Laurence Godfrey
- Valery Fabrikant
- Serdar Argic
- Robert E. McElwaine

## Lecturas recomendadas
- Michael Hauben, Ronda Hauben, and Thomas Truscott (1997-04-27). Netizens : On the History and Impact of Usenet and the Internet (Perspectives). Wiley-IEEE Computer Society P. ISBN 0-8186-7706-6.
- Bryan Pfaffenberger (1994-12-31). The USENET Book: Finding, Using, and Surviving Newsgroups on the Internet. Addison Wesley. ISBN 0-201-40978-X.
- Kate Gregory, Jim Mann, Tim Parker y Noel Estabrook (June 1995). Using Usenet Newsgroups. Que. ISBN 0-7897-0134-0.
- Mark Harrison (July 1995). The USENET Handbook (Nutshell Handbook). O'Reilly. ISBN 1-56592-101-1.
- Henry Spencer, David Lawrence (January 1998). Managing Usenet. O'Reilly. ISBN 1-56592-198-4.
- Don Rittner (June 1997). Rittner's Field Guide to Usenet. MNS Publishing. ISBN 0-937666-50-5.
- Konstan, J., Miller, B., Maltz, D., Herlocker, J., Gordon, L., and Riedl, J. (marzo  de 1997). «GroupLens: applying collaborative filtering to Usenet news». Communications of the ACM 40 (3): 77-87. doi 10.1145/245108.245126.
- «20 Year Usenet Timeline». Google. Archivado desde el original el 5 de julio de 2006. Consultado el 27 de junio de 2006.